# Château de Forêt

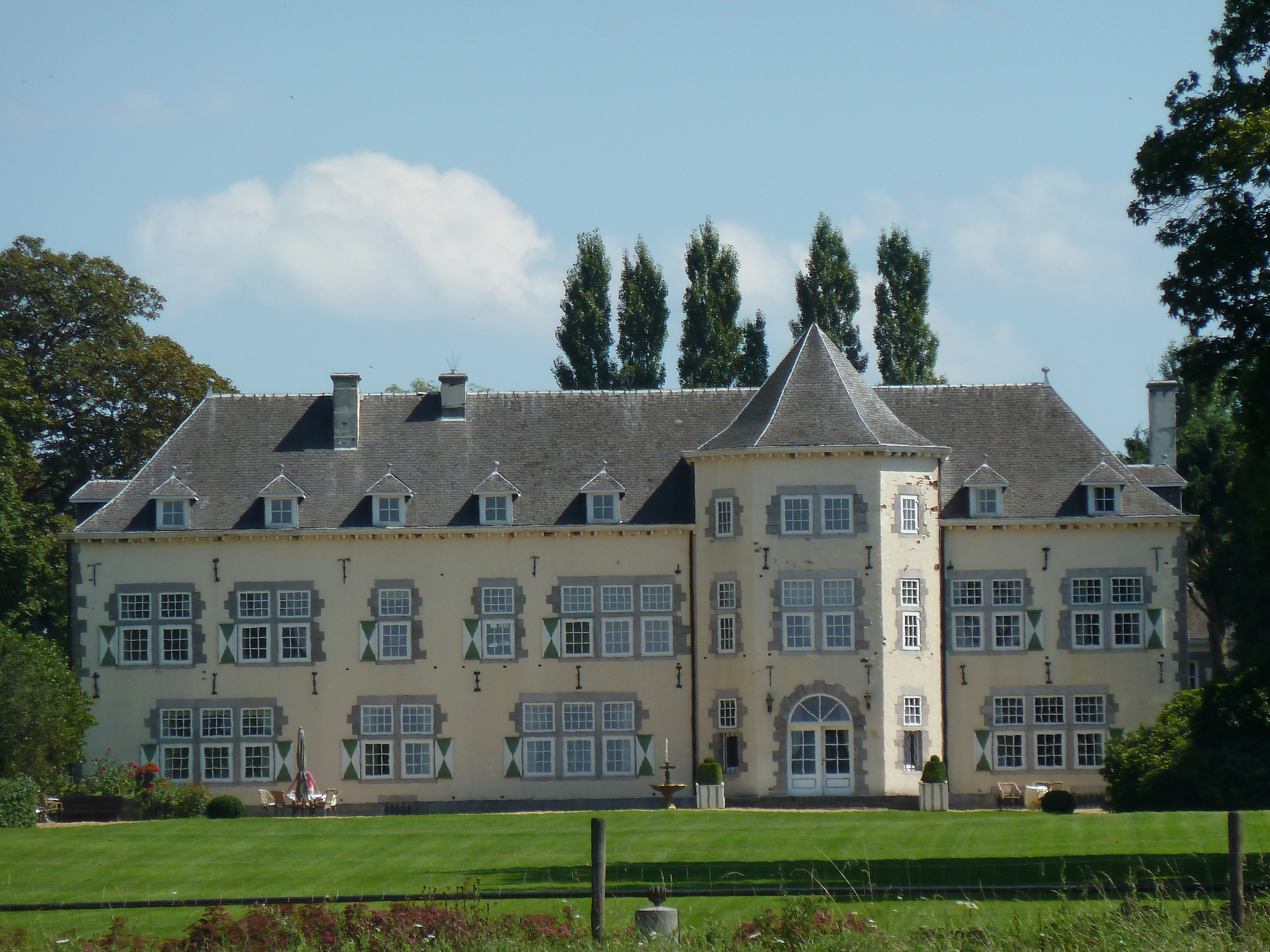
Château de Forêt

Le château de Forêt est un château situé rue Forêt-Village dans la section de Forêt, dans la commune belge de Trooz.

## Description
Le château d'origine, de style rococo, brûle en septembre 1944. Les occupants allemands voulaient ainsi se venger d'un certain nombre de résistants belges qui se cachaient dans la zone. 57 résistants sont assassinés par les forces d'occupation allemandes et le château a été incendié.
Après la Seconde Guerre mondiale, le château est reconstruit. Il se compose aujourd'hui d'un bâtiment principal avec, à l'est, une cour intérieure rectangulaire presque entièrement fermée avec une ouverture vers le bâtiment principal et une porte d'entrée au nord.
Le complexe est situé dans un parc qui a une perspective vers l'ouest.